# BR-485
A BR-485, também chamada de Rodovia das Flores e Estrada dos Lírios, é uma rodovia federal de ligação brasileira que liga o município de Itatiaia (RJ) ao passo de montanha denominado Garganta do Registro, localizado na divisa entre os estados brasileiros do Rio de Janeiro e de Minas Gerais, no entroncamento com a BR-354, atravessando o Parque Nacional de Itatiaia.
Na BR-485 está localizado o ponto mais alto de todas as rodovias federais do Brasil, a 2460 metros acima do nível do mar. Este ponto fica situado logo após o acesso para o morro da Antena, entre a portaria 3 (conhecida como "Posto Marcão") do Parque Nacional de Itatiaia e o abrigo Rebouças. A partir deste ponto, há uma pequena estrada vicinal de 1,4 km que leva até o topo do morro da Antena, onde há uma estação de rádio da Eletrobras Furnas, a 2662 m. Assim, este pequeno acesso que sai da BR-485 leva ao ponto mais alto que é possível atingir no Brasil utilizando-se um veículo comum.

## Percurso
A rodovia foi inicialmente projetada para ligar a Via Dutra à Garganta do Registro atravessando todo o Parque Nacional de Itatiaia. Porém, um trecho intermediário de 13,9 km entre o local chamado Barro Branco (na parte baixa do parque) e o início da trilha do maciço das Prateleiras (na parte alta), que passaria ainda pelos abrigos Macieiras e Massena, nunca foi construído. Esse trecho só pode ser percorrido a pé, por uma trilha de montanhismo conhecida como a travessia Rui Braga.
Assim, a BR-485 consiste de dois trechos separados e sem comunicação direta. O trecho na parte baixa, entre a BR-116 (Via Dutra) e o Barro Branco, é inteiramente asfaltado; já o trecho na parte alta é apenas cascalhado. O trecho alto inicia-se na BR-354 em território fluminense, mas a poucos metros da divisa com Minas Gerais, que logo é cruzada. A partir daí, nos primeiros quilômetros a BR-485 alterna entre o território mineiro e o fluminense, até entrar de vez no estado do Rio de Janeiro, pouco antes da portaria 3 do Parque Nacional de Itatiaia. O trecho construído termina no abrigo Rebouças, no início da trilha para a serra das Prateleiras.
Ao todo, os dois trechos construídos da BR-485 têm 26,5 km de extensão, sendo 9 km na parte baixa e 17,5 km na parte alta.
A rodovia atravessa o maciço do Itatiaia, passando logo ao lado de importantes cumes brasileiros, tais como o pico das Agulhas Negras, o maciço das Prateleiras, o morro do Couto, a Pedra do Altar e a Pedra do Sino de Itatiaia. Ao longo de seu percurso, a rodovia passa pelos municípios fluminenses de Itatiaia e Resende, e pelo município mineiro de Itamonte.

## Galeria

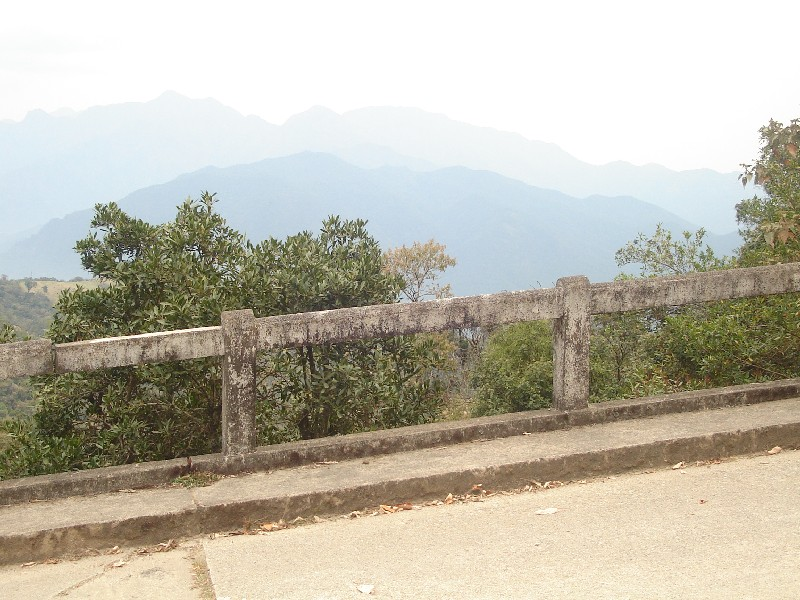
A BR-485 no interior do Parque Nacional de Itatiaia. Ao fundo pode ser visto o maciço do Itatiaia.
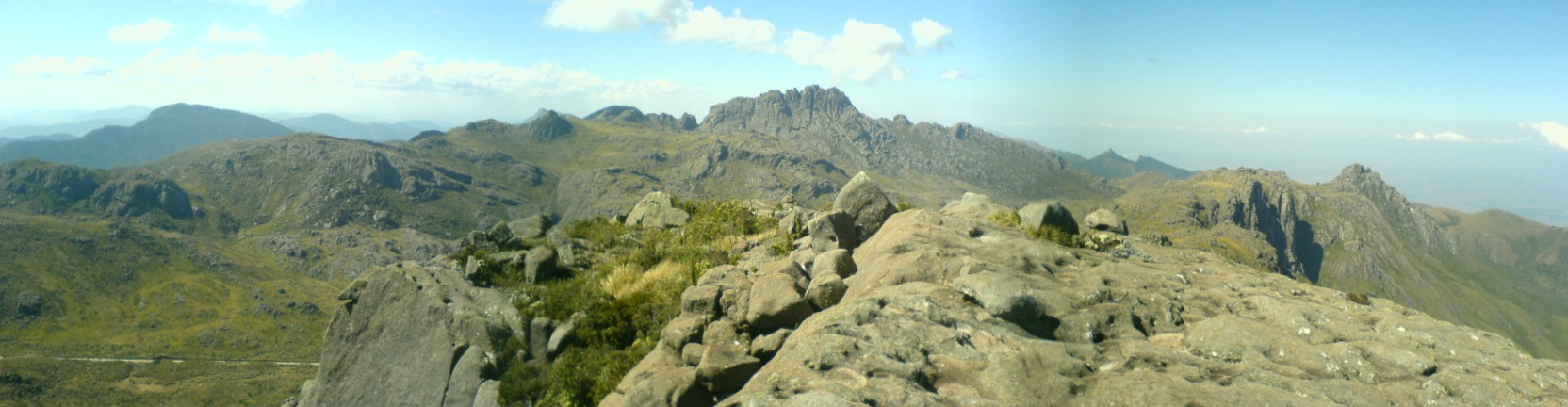
Vista panorâmica do maciço do Itatiaia a partir do cume do morro do Couto. No canto inferior esquerdo da imagem, pode ser visto um pequeno trecho da BR-485 que passa pelo vale do rio Campo Belo.
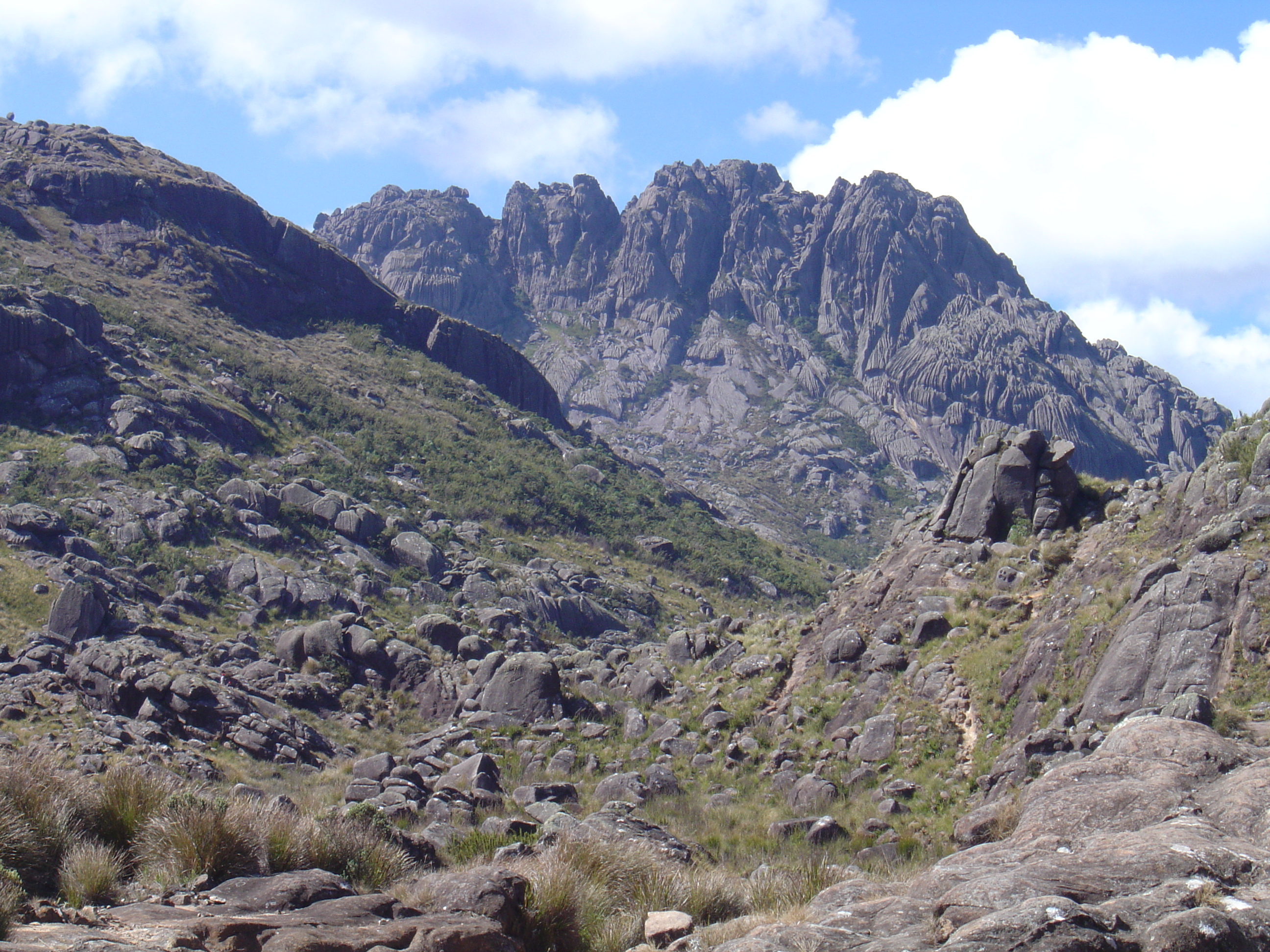
Vista do pico das Agulhas Negras a partir do abrigo Rebouças na BR-485.